# Castlevania (Fernsehserie)
Castlevania ist eine amerikanische Zeichentrickserie von Netflix bestehend aus vier Staffeln (2017–2021) und ist von der Spielereihe Castlevania inspiriert worden.

## Handlung
Als seine Frau von der Kirche als angebliche Hexe auf dem Scheiterhaufen verbrannt wird, schwört der Vampir Graf Vlad Dracula Tepes, dass alle Bewohner der Walachei nach Ablauf eines Jahres dafür mit ihrem Leben bezahlen werden. Draculas Armee von Monstern und Dämonen fällt nach Ablauf des Ultimatums über das Land her und verbreitet Angst und Schrecken unter der Bevölkerung. Der letzte Überlebende der Belmont-Familie Trevor Belmont stellt sich dieser Bedrohung und wird dabei von der Magierin Sypha Belnades und Draculas Sohn Alucard unterstützt.
Zusammen schaffen sie es Dracula zu töten. Es kommt zum Machtvakuum, das von vielen Vampiren ausgenutzt wird. Einige wie Camilla versuchen Ländereien zu erobern. Andere versuchen Dracula zurück ins Leben zu bringen. Zudem machen die Monster aus Draculas Armee den Menschen schwer zu schaffen. Die drei Helden und der Schmiedemeister Isaac schaffen es die mächtigen Vampire aufzuhalten. Außerdem vereitelt das Trio ein Ritual zur Wiederbelebung Draculas als Rebis. Es kehrt wieder Frieden in die Welt ein. Zusammen gründen sie ein Dorf um das Schloss herum. Dracula und seine Frau sind unbemerkt wieder ins Leben getreten, entscheiden sich aber für ein ruhiges Dasein im Geheimen.

## Besetzung
Die Synchronisation der Serie wird bei der SDI Media Germany nach Dialogbüchern von Stefan Mittag (Staffel 1) und Luisa Buresch (seit Staffel 2) unter der Dialogregie von Dennis Mohme erstellt.
| Rolle                      | Sprecher          |
| -------------------------- | ----------------- |
| Adrian Tepes / Alucard     | Sven Gerhardt     |
| Trevor Belmont             | Oliver Siebeck    |
| Lisa von Lupu / Lisa Tepes | Gundi Eberhard    |
| Sypha Belnades             | Giuliana Jakobeit |
| der Bischof                | Axel Lutter       |
| Vlad Tepes / Dracula       | K.Dieter Klebsch  |
| Carmilla                   | Ilka Teichmüller  |
| Hector                     | Bernd Egger       |
| Isaac                      | Tobias Schmidt    |
| Der Richter                | Frank Röth        |
| Sala                       | Tim Moeseritz     |
| Ältester                   | Thomas Kästner    |
| Captain                    | Sven Brieger      |
| der Erzbischof             | Uli Krohm         |
| Marktweib                  | Franziska Endres  |
| Saint Germain              | Matthias Klages   |
| Sumi                       | Daniela Molina    |
| Taka                       | Amadeus Strobl    |
| Bosha                      | Klaus Lochthove   |
| erster Priester            | Marco Kröger      |
| Oberpriester               | Peter Flechtner   |

## Episodenliste

### Staffel 1
| Nr. (ges.) | Nr. (St.) | Deutscher Titel | Originaltitel | Erstveröffentlichung USA | Deutschsprachige Erstveröffentlichung (D/A/CH) |
| --- | --------- | --------------- | ------------- | ------------------------ | ---------------------------------------------- |
| 1 | 1         | Hexenflasche    | Witchbottle   | 7. Juli 2017             | 7. Juli 2017                                   |
| In der Walachei im Jahre 1455 versucht eine junge Frau namens Lisa, die Ärztin werden möchte, Vlad Dracula Tepes, einen Vampir mit fortschrittlichem wissenschaftlichen Wissen, ausfindig zu machen. Von ihrem Mut und Ehrgeiz fasziniert, willigt Dracula ein, sie zu unterrichten, während sie wiederum anbietet, ihm zu helfen, sich wieder mit der Menschheit zu verbinden. Die beiden verlieben sich schließlich und heiraten. Zwanzig Jahre später (1475) in der Stadt Târgoviște wird Lisa auf dem Scheiterhaufen verbrannt, nachdem ein Bischof in ihrem Haus wissenschaftliche Ausrüstung entdeckt und ihr Hexerei vorgeworfen hat. Dracula ist verzweifelt und wütend, als er von dem Tod seiner Frau erfährt, und erklärt, dass die Menschen ein Jahr Zeit haben, um ihren Frieden zu schließen. Danach wird jeder Mensch in der Walachei durch seine Hand sterben. Sein Sohn Alucard versucht ihn zu überzeugen, dass er, statt der ganzen Menschheit die Schuld zu geben, nach dem Verantwortlichen suchen soll, aber Dracula weigert sich zuzuhören und greift ihn an. Ein Jahr später veranstaltet der Erzbischof aus Trotz gegen Dracula eine Feier. Wie versprochen tötet Dracula den Erzbischof, zerstört die Kirche und befiehlt seiner Dämonenarmee, jeden in der Walachei verbliebenen Menschen zu töten. Während sich die Armee über das Land ausbreitet, machen die Menschen die adeligen Familien des Königreichs dafür verantwortlich, einschließlich der Belmonts. |           |                 |               |                          |                                                |
| 2 | 2         | Nekropole       | Necropolis    | 7. Juli 2017             | 7. Juli 2017                                   |
| Nach einer Auseinandersetzung in einer Kneipe, sucht Trevor Belmont in der Stadt Gresit, die von Draculas Truppen jede Nacht belagert wurde, nach Nahrung und Erholung. Als er durch die Stadt geht, erfährt er, dass die Stadtbewohner eine Gruppe Magiebegabter, bekannt als „Sprecher“, beschuldigen für Draculas Angriff verantwortlich zu sein. Er rettet ihren Ältesten vor zwei korrupten Priestern und bringt ihn nach Hause zu den anderen Sprechern. Trevor besteht darauf, dass sie die Stadt zu ihrer eigenen Sicherheit verlassen, aber der Älteste lehnt ab, da sein Enkel verschwunden ist, nachdem er sich in die Katakomben auf der Suche nach dem "Schlafenden Soldaten" begeben hat, ein legendärer Held, von dem sie glauben, dass er Dracula besiegen kann. Widerwillig stimmt Trevor zu, das fehlende Enkelkind zurückzuholen. |           |                 |               |                          |                                                |
| 3 | 3         | Labyrinth       | Labyrinth     | 7. Juli 2017             | 7. Juli 2017                                   |
| Während er die Katakomben erforscht, erkennt Trevor, dass sie ungewöhnlich konstruiert sind und Vorrichtungen enthalten, die mit alten Beschreibungen seiner Familie von Vorrichtungen in Draculas Schloss übereinstimmen. Als er eine Steinstatue mit dem Gesicht eines Sprechers findet, wird Trevor von einem riesigen Zyklopen angegriffen. Er besiegt die Kreatur, hebt den auf ihr lastenden Fluch auf und rettet das Enkelkind des Ältesten, Sypha Belnades. Nachdem Sypha zu ihrem Großvater zurückgebracht wurde, wird Trevor vom örtlichen Bischof in die Kirche gerufen, der offenbar derselbe Bischof ist, der Lisas Hinrichtung angeordnet hatte. Der Bischof verlangt von Trevor Gresit vor Sonnenuntergang zu verlassen, da er plant einen Mob anzuführen, der die Sprecher töten soll. Für Trevors Nichteingreifen bietet er ihm an ihn zu verschonen und seinen Familiennamen als Gegenleistung wiederherzustellen. Da sich die Sprecher weigern, sich zurückzuziehen, versteckt Trevor sie in der Kammer des Zyklopen und kämpft mit dem Priester, der den Mob anführt, bevor sie alle in die Stadt entkommen können. |           |                 |               |                          |                                                |
| 4 | 4         | Denkmal         | Monument      | 7. Juli 2017             | 7. Juli 2017                                   |
| Die Nacht bricht herein, als Draculas Armee Gresit angreift und den Bischof tötet. Als Trevor seine Flucht fortsetzt wird er durch Sypha unterstützt, die sich als mächtige Magiekundige entpuppt. Trevor entlarvt die Handlungen des Klerus als den wahren Grund für Draculas Invasion und unterstützt die Leute bei der Verteidigung gegen die Dämonen. Während der Schlacht zerbricht der Boden unter Trevor und Sypha und sie fallen tief in die unterirdischen Katakomben der Stadt. Als sie tiefer vordringen, finden sie den "Schlafenden Soldaten". Es stellt sich heraus, dass dieser Alucard ist, der sich seit seinem letzten Kampf mit Dracula für ein Jahr zum Heilen zurückgezogen hat. Trevor und Alucard fangen an gegeneinander zu kämpfen, aber nachdem er gesehen hat wie entschlossen Trevor und Sypha sind, gibt Alucard nach und bietet seine Hilfe an. Die drei bereiten sich darauf vor, Dracula herauszufordern und den Konflikt für immer zu beenden. |           |                 |               |                          |                                                |

### Staffel 2
| Nr. (ges.) | Nr. (St.) | Deutscher Titel    | Originaltitel  | Erstveröffentlichung USA | Deutschsprachige Erstveröffentlichung (D/A/CH) |
| --- | --------- | ------------------ | -------------- | ------------------------ | ---------------------------------------------- |
| 5 | 1         | Kriegsrat          | War Council    | 26. Okt. 2018            | 26. Okt. 2018                                  |
| Dracula versammelt seinen Kriegsrat aus Vampirfürsten und beauftragt die Nekromanten Hector und Isaac mit dem Krieg gegen die Menschen. Der Wikinger-Vampir Godbrand ist mit dieser Entscheidung unzufrieden. Gresit wird nach der Schlacht wiederaufgebaut und Dracula verlegt sein Schloss an einen anderen Ort. |           |                    |                |                          |                                                |
| 6 | 2         | Alte Zuhause       | Old Homes      | 26. Okt. 2018            | 26. Okt. 2018                                  |
| Trevor und Sypha treffen sich mit Alucard und versuchen Draculas Schloss aufzuspüren. Im Schloss taucht die Vampirfürstin Carmilla auf, welche Draculas Vorgehen kritisiert. |           |                    |                |                          |                                                |
| 7 | 3         | Schattenkämpfe     | Shadow Battles | 26. Okt. 2018            | 26. Okt. 2018                                  |
| Trevor, Sypha und Alucard erreichen das Belmont-Anwesen und öffnen dort eine Tür zu einer geheimen Bibliothek. Währenddessen offenbart Carmilla dem unzufriedenen Godbrand, dass Dracula das Schloss nach Brăila bringen muss. |           |                    |                |                          |                                                |
| 8 | 4         | Gebrochener Mast   | Broken Mast    | 26. Okt. 2018            | 26. Okt. 2018                                  |
| Godbrand und Carmilla sind sich einig, dass Dracula nicht der richtige Anführer ist. In der Bibliothek findet Trevor einen magischen Spiegel, der es ihm erlaubt ferne Orte zu sehen. Godbrand zieht mit anderen Vampirfürsten los um ihren Blutdurst zu stillen und wird von Isaac wegen seines Verrats an Dracula getötet. |           |                    |                |                          |                                                |
| 9 | 5         | Ein letzter Spruch | Last Spell     | 26. Okt. 2018            | 26. Okt. 2018                                  |
| Die Vampire beschließen den Angriff auf Brăila. Sypha entdeckt in der Bibliothek einen Zauber, der es ermöglicht Draculas Schloss an einem Ort festzuhalten. Hektors Monster erreichen das Belmont-Anwesen. |           |                    |                |                          |                                                |
| 10 | 6         | Der Fluss          | The River      | 26. Okt. 2018            | 26. Okt. 2018                                  |
| Trevor wehrt die Dämonen ab, während Alucard versucht Draculas Schloss mit dem Spiegel zu finden, damit Sypha den Zauber anwenden kann. Dracula verlegt sein Schloss nach Brăila und die Vampirfürsten führen ihre Truppen über die Brücke zum Angriff auf die Stadt. Carmilla gelingt es mit Hilfe von Hector das Wasser unter der Brücke durch den wiederbelebten Bischof weihen zu lassen und lässt die Brücke von ihren Soldaten zum Einsturz bringen. Draculas Truppen stürzen zum Teil in das Heilige Wasser, die Verbliebenen ziehen sich zurück. Carmilla lässt ihre Armee die Burg Draculas stürmen, wo es zum Kampf der Truppen in der Haupthalle kommt. Währenddessen kann Sypha den Zauber beenden, was zuerst dazu führt, dass Draculas Schloss im Fluss landet, wo die meisten Vampire durch das geweihte Wasser vernichtet werden. Schließlich gelingt es Sypha, das Schloss über der Bibliothek zu platzieren. |           |                    |                |                          |                                                |
| 11 | 7         | Für die Liebe      | For Love       | 26. Okt. 2018            | 26. Okt. 2018                                  |
| Trevor, Sypha und Alucard betreten das Schloss und besiegen die verbliebenen Vampire in der Haupthalle. Dracula und Isaac ziehen sich zurück und Dracula schickt Isaac zum Schutz an einen fernen Ort. Alucard erreicht mit Trevor und Sypha das Arbeitszimmer und beginnt den Kampf. Das Duell führt Dracula und Alucard durch das ganze Schloss bis in das Kinderzimmer von Alucard. Dort schwächelt Dracula, als ihm klar wird, dass er gerade versucht seinen eigenen Sohn zu töten, wodurch dieser ihm einen Stich durch das Herz versetzen kann. Trevor enthauptet den zu Staub zerfallenden Vampir und Sypha verbrennt die Überreste. |           |                    |                |                          |                                                |
| 12 | 8         | Endzeit            | End Times      | 26. Okt. 2018            | 26. Okt. 2018                                  |
| Alucard will das Schloss zu Draculas Grab werden lassen, doch Trevor ermutigt ihn das Schloss und die Belmont-Bibliothek zu bewahren. Isaac beginnt derweil eine Armee von Untoten aufzubauen. Carmilla versklavt Hector und will das Machtvakuum ausnutzen, das der Tod von Dracula hinterlassen hat. Trevor und Sypha machen sich auf die Sprecher zu finden, während Alucard im Schloss zurückbleibt und von Trauer übermannt wird. |           |                    |                |                          |                                                |

### Staffel 3
| Nr. (ges.) | Nr. (St.) | Deutscher Titel                           | Originaltitel                         | Erstveröffentlichung USA | Deutschsprachige Erstveröffentlichung (D/A/CH) |
| --- | --------- | ----------------------------------------- | ------------------------------------- | ------------------------ | ---------------------------------------------- |
| 13 | 1         | Gepriesen seien eure kleinen toten Herzen | Bless Your Dead Little Hearts         | 5. März 2020             | 5. März 2020                                   |
| Alucard gewöhnt sich an die neue Einsamkeit. Belmont und Sypha kommen in ein ungewöhnliches und unheimliches Städtchen. Carmilla bringt eine Überraschung mit nach Hause.   |           |                                           |                                       |                          |                                                |
| 14 | 2         | Die Genesung meines Herzens               | The Reparation of My Heart            | 5. März 2020             | 5. März 2020                                   |
| Issac erhält bei seiner Suche nach Hector überraschend Hilfe. Carmilla plant einen Landraub. Alucard trifft auf zwei Fans.                                                  |           |                                           |                                       |                          |                                                |
| 15 | 3         | Ermittler                                 | Investigators                         | 5. März 2020             | 5. März 2020                                   |
| Belmont und Sypha wollen Lindenfeld verlassen. Issac und der Captain diskutieren über den Wert der Menschheit. Hector versucht, Lenore besser zu ergründen.                 |           |                                           |                                       |                          |                                                |
| 16 | 4         | Ich habe einen Plan                       | I Have a Scheme                       | 5. März 2020             | 5. März 2020                                   |
| Sumi und Taka erzählen Alucard von ihrer Vergangenheit. Saint Germain verschafft sich Zutritt zum Kloster. Issac wird in Genua kühl empfangen                               |           |                                           |                                       |                          |                                                |
| 17 | 5         | Zivilisiert und vornehm                   | A Seat of Civilisation and Refinement | 5. März 2020             | 5. März 2020                                   |
| Belmont und der Richter entdecken ein rätselhaftes Symbol. Saint Germains Schatzsuche ist vorzeitig zu Ende. Alucards Bindung zu Sumi und Taka vertieft sich.               |           |                                           |                                       |                          |                                                |
| 18 | 6         | In einem schönen Traum                    | The Good Dream                        | 5. März 2020             | 5. März 2020                                   |
| Lenore gewinnt in der gemeinsamen Zeit mit Hector allmählich dessen Vertrauen. Saint Germain hat einen vielsagenden Albtraum über den unendlichen Korridor.                 |           |                                           |                                       |                          |                                                |
| 19 | 7         | Schlimmeres als Verrat                    | Worse Things Than Betrayal            | 5. März 2020             | 5. März 2020                                   |
| Saint Germain macht beunruhigende Entdeckungen und Issac muss sich auf ein Kräftemessen gefasst machen. Belmont und Sypha unterziehen einen Mönch einem aggressiven Verhör. |           |                                           |                                       |                          |                                                |
| 20 | 8         | Was die Nacht bringt                      | What the Night Brings                 | 5. März 2020             | 5. März 2020                                   |
| Irgendetwas lebt im Keller des Klosters. Für Belmont und Sypha ist Eile geboten. Lenore erzählt Hector von Carmillas Plänen.                                                |           |                                           |                                       |                          |                                                |
| 21 | 9         | Die Ernte                                 | The Harvest                           | 5. März 2020             | 5. März 2020                                   |
| Bei Nachteinbruch bricht in Lindenfeld die Hölle los. Isaac lernt den Magier kennen. Hector leistet einen Eid. Sumi und Taka schreiten zur Tat.                             |           |                                           |                                       |                          |                                                |
| 22 | 10        | Lasst alle Hoffnung fahren                | Abandon All Hope                      | 5. März 2020             | 5. März 2020                                   |
| Das Portal zur Hölle ist geöffnet. Trevor und Sypha müssen einen Angriff abwehren. Der Richter hinterlässt ein unschönes Vermächtnis. Hector erfährt von seinem Schicksal.  |           |                                           |                                       |                          |                                                |

### Staffel 4
| Nr. (ges.) | Nr. (St.) | Deutscher Titel                 | Originaltitel              | Erstveröffentlichung USA | Deutschsprachige Erstveröffentlichung (D/A/CH) |
| --- | --------- | ------------------------------- | -------------------------- | ------------------------ | ---------------------------------------------- |
| 23 | 1         | Er kommt bei Mord zum Vorschein | Murder Wakes It Up         | 13. Mai 2021             | 13. Mai 2021                                   |
| Belmont und Sypha reisen und müssen immer wieder gegen Draculas Handlanger kämpfen, die versuchen ihn wieder zum Leben zu erwecken. Alucard wird gebeten in einem nahe gelegenen Dorf, Danesti, gegen angreifende Monster.zu helfen. |           |                                 |                            |                          |                                                |
| 24 | 2         | Die Welt für mich               | Having the World           | 13. Mai 2021             | 13. Mai 2021                                   |
| Camilla will die ganze Welt erobern. Belmont und Sypha befinden sich in der ersten Stadt, Targoviste, die von Dracula angegriffen wurde. |           |                                 |                            |                          |                                                |
| 25 | 3         | Einfach weitergehen             | Walk Away                  | 13. Mai 2021             | 13. Mai 2021                                   |
| Isaac baut die Stadt, die vom Zauberer beherrscht wurde, nach dem Kampf wieder auf. Morana und Striga können zum Schloss zurückkehren, weil Hector wieder Monster aus Leichen schmieden kann. |           |                                 |                            |                          |                                                |
| 26 | 4         | Verpflichtung                   | You Must Sacrifice         | 13. Mai 2021             | 13. Mai 2021                                   |
| Alucard rettet die Dorfbewohner der Stadt Danesti vor Monstern. Dort trifft er auf Saint Germain, der über sein Leben nachdenkt. Im Unendlichen Flur hat er die Aufgabe erhalten das Magnum Opus zu erfüllen und einen Rebis zu erschaffen. Er hat einen Schlüssel für den Unendlichen Flur erhalten und verbündet sich mit den Vampiren um Dracula und seine Frau in den Rebis zu verwandeln.                                                                     |           |                                 |                            |                          |                                                |
| 27 | 5         | Zurück                          | Back in the World          | 13. Mai 2021             | 13. Mai 2021                                   |
| Alucard bringt die Dorfbewohner zu seinem Schloss, um ihnen dort Unterschlupf zu geben. Isaac geht durch einen magischen Spiegel und greift das Schloss von Camilla an. |           |                                 |                            |                          |                                                |
| 28 | 6         | Du verdienst mein Blut nicht    | You Don't Deserve My Blood | 13. Mai 2021             | 13. Mai 2021                                   |
| Isaac lässt Hector am Leben und sie legen ihren Streit bei. Danach besiegt er Camilla, die sich daraufhin selbst tötet. Hector setzt Lenore gefangen, weigert sich aber, ihr etwas an zu tun. |           |                                 |                            |                          |                                                |
| 29 | 7         | Das große Werk                  | The Great Work             | 13. Mai 2021             | 13. Mai 2021                                   |
| Varneys und Ratko, zwei Vampire, greifen das Versteck der Herrscher in Targoviste an. Belmont und Sypha versuchen diese zu schützen. Es kommt zum Kampf. |           |                                 |                            |                          |                                                |
| 30 | 8         | Totenmagie                      | Death Magic                | 13. Mai 2021             | 13. Mai 2021                                   |
| Varney flieht durch einen Spiegel und landet im Schloss von Alucard. Dieses wird angegriffen und Saint Germain benutzt die Seelen der Verstorbenen um Dracula, bzw. einen in der Alchemie hoch geschätzten Hybriden aus Dracula und Lisa, zum Leben zu erwecken. |           |                                 |                            |                          |                                                |
| 31 | 9         | Das Ende                        | The Endings                | 13. Mai 2021             | 13. Mai 2021                                   |
| Sypha und Belmont laufen durch den Spiegel und kämpfen mit Alucard gegen die Invasoren. Sie schaffen es alle zu besiegen; auch Varney, der eigentlich der als Gevatter Tod bekannte Elementargeist war, der heimlich alle Strippen gezogen hatte. Saint Germain erkennt seinen Fehler und opfert sich selbst. |           |                                 |                            |                          |                                                |
| 32 | 10        | Eine seltsame Zeit              | It's Been a Strange Ride   | 13. Mai 2021             | 13. Mai 2021                                   |
| Lenore will keine Gefangene sein und setzt sich freiwillig dem Sonnenlicht aus und zerfällt zu Asche. Hector ist frei. Die Dorfbewohner, Alucard, Belmont und die schwangere Sypha entscheiden sich beim Schloss ein Dorf zu gründen. Dracula und seine Frau sind durch das gescheiterte Ritual zum Leben erweckt worden und entscheiden sich dazu, die Welt anonym und friedlich zu bereisen und Alucard erst dann zu kontaktieren, wenn die Zeit dafür reif sei. |           |                                 |                            |                          |                                                |

## Rezeption
Beim Branchenportal Serienjunkies.de fand Rezensent Mario Giglio wohlwollende Worte nach der ersten Folge und blickte angesichts der stimmigen Gesamtpräsentation über die nicht immer ganz flüssige Animation hinweg: „Es ist immer erfreulich zu sehen, wenn sich auch außerhalb Japans um Animation für ältere Zuschauer bemüht wird und 'Castlevania' macht in seiner ersten Episode gleich eine Menge richtig. Vor allem wird der Franchise-Name nicht nur als Absprungbrett für generisches Monster-Zerschnetzeln verwendet. Stattdessen scheint man aufrichtiges Interesse an der relativ reichen Mythologie der Videospielvorlage zu haben.“